# Ménodji Clarisse
Ménodji Clarisse, aussi connue sous le nom de scène Melodji, est une chanteuse tchadienne, membre du girl's band Matania.

## Biographie
Ménodji Clarisse grandit à N'Djaména, où elle chante au sein du chœur de son église. Elle a trois frères aînés.
En 2001, elle fait partie des membres fondateurs du groupe Matania, composé de cinq chanteuses et deux musiciens hommes, qui s'inspire notamment du Mbaile Saï Dala, une danse populaire tchadienne.
Le groupe Matania remporte la médaille d'or musique aux Jeux de la Communauté des États sahélo-sahariens en 2007 au Niger et gagne en popularité,. En 2013, le groupe remporte le prix Gospa,. Il se produit à Abidjan en 2016.
En 2014, Clarisse sort un album solo, Tah Hor Ndal, qui est nommé aux Cameroon Academy Awards et est finaliste du Prix découvertes RFI en 2015. Elle chante en français et en plusieurs langues tchadiennes et sa musique s'inspire du Rhythm and blues, de la pop américaine et des afrobeats tchadiens.